# Сборная Австралии по регби
Сборная Австралии по регби (англ. Australia national rugby union team), «Уоллабис» (англ. Wallabies — «валлабис») — национальная команда, представляющая Австралию в международных матчах и соревнованиях по регби-15 высшего уровня. Команда является двукратным чемпионом мира (1991, 1999) и дважды вице-чемпионом 2003 года и 2015 года. «Уоллабис» принимали участие во всех семи розыгрышах мирового первенства. Сборная принимает участие в ежегодном состязании Чемпионат регби, где соревнуется с командами Аргентины, Новой Зеландии и ЮАР. Турнир проводится с 1996 года, и Австралия трижды становилась его победителем (2000, 2001 и 2011). В рамках Чемпионата регби сборная разыгрывает кубок Бледислоу с новозеландцами и трофей Мандела Челлендж со сборной ЮАР. Сейчас во владении команды находится только приз Манделы. Австралия занимает третью позицию в рейтинге сборных команд Международного совета регби, уступая Новой Зеландии и ЮАР.
Командой управляет Регби Австралия (до 2017 года назывался Австралийским регбийным союзом), созданный в 1949 году. С ноября 2019 года должность главного тренера занимает Дэйв Ренни, ставший вторым главным тренером из Новой Зеландии после Робби Динса. Функции капитана до конца Кубка Мира 2019 года выполнял Майкл Хупер. Абсолютным лидером команды по числу проведённых тестовых игр является Джордж Григан — на его счету 139 матчей. Лучшим бомбардиром австралийцев по числу очков стал Майкл Лайнаф (911), в то время как лучшим автором попыток является Дэвид Кампизи (64). Более дюжины игроков сборной — Ник Шихэйди (2011), Марк Элла (2013), Ник Фарр-Джонс (2011), Дэвид Кампизи (2013), Кен Кетчпоул (2013), Майкл Лайнаф (2014), Тим Хоран (2015), Джон Илс(2007), Джордж Григан (2013), Томас Лоутон Страший (2013), Джон Торнетт (2013), Том Ричардс (2015), Дэниэл Кэррол (2016) и Стивен Ларкам (2018), а также главные тренеры Боб Двайер (2011), Род Макквин (2011) и рефери Роджер Вандерфилд (2011) стали резидентами Международного регбийного зала славы. Кроме того, Илс, Фарр-Джонс, а также сэр Николас Шиэйди вошли в состав Зала славы Международного совета регби.

## История

### Истоки
Первый регбийный клуб на территории Австралии появился в 1864 году — первую в стране организацию создали студенты Сиднейского университета. Первый турнир по регби, в котором приняли участие уже шесть команд, состоялся в следующем году. Девять лет спустя на встрече в сиднейском отеле «Оксфорд» был учреждён Южный регбийный союз (англ. Southern Rugby Union), занявшийся развитием игры в штате Новый Южный Уэльс. Первые регбийные матчи на территории штата Квинсленд датированы 1876 годом. В 1882 году был проведён первый матч между сборными штатов. Регбисты Квинсленда, также игравшие в австралийский футбол, приехали в Новый Южный Уэльс и уступили со счётом 4:28.
В 1883 году команда Южного регбийного союза провела серию матчей в Новой Зеландии, которая стала первым зарубежным турне в истории регби. Новозеландцы нанесли ответный визит в Новый Южный Уэльс спустя год и обыграли сборную хозяев во всех трёх матчах. Шесть других встреч также завершились победой Новой Зеландии.
Первый визит британских регбистов в Австралию и Новую Зеландию имел место в 1888 году. Команда была укомплектована по большей части спортсменами из Англии и Шотландии, издержки же взяли на себя местные предприниматели. Английский Регбийный союз отказался дать этой команде статус сборной ввиду строгого контроля за финансовыми потоками в регби. В итоге британцы не сыграли ни одного тестового матча против сборных Нового Южного Уэльса или Новой Зеландии. В 1892 году австралийский Южный регбийный союз был переименован в Регбийный союз Нового Южного Уэльса.
В 1899 году в Австралию приехала уже официально признанная сборная Британских островов. Европейцы провели с австралийской сборной четыре матча — три в Сиднее и один в Брисбене. Несмотря на то, что команда хозяев именовалась «сборной Австралии», в сиднейских матчах команда использовала форму синего цвета, а брисбенский состав выступал в бордовых цветах. Уступив в первом матче на Сиднейском крикетном стадионе (3:13), туристы выиграли три других встречи.

### Начало века
Начало противостоянию между сборными Австралии и Новой Зеландии было положено 15 августа 1903 года. Австралийцы принимали соперников в Сиднее и проиграли со счётом 3:22. Главным героем матча стал новозеландский крыльевой Билли Уоллес, записавший на свой счёт 13 очков островитян. Матч послужил причиной быстрого роста популярности регби как в Новом Южном Уэльсе, так и в Квинсленде. За встречей соперников наблюдали 30 тысяч зрителей.
В 1907 году была создана Регбийная лига Нового Южного Уэльса, объединение спортивный клубов штата, игравших в регби-13 (регбилиг). Тогда же один из сильнейших регбистов страны Дэлли Мессенджер завершил выступления в регби-15 и перешёл в конкурирующую лигу. В следующем году была собрана команда, отправившаяся на выступления в Британии. Сборная получила название «Рэббитс» (англ. Rabbits, «кролики») и с ним покинула Сидней. Игроки, однако, посчитали это прозвище унизительным, и вскоре команда изменила название на «Уоллабис» (англ. Wallabies, «валлаби»). Матчи в Великобритании совпали с проведением лондонских Олимпийских игр, в программу которых входило и регби. Соревновательная программа регбийного турнира включала лишь один матч, в котором сыграли Австралия и сборная графства Корнуолл, которая на правах чемпиона представляла Великобританию. В итоге австралийцы выиграли со счётом 32:3, а самым результативным игроком «Уоллабис» стал Филлип Кармайкл. По возвращении на родину более половины игроков сборной перешли в команды по регби-13, которые, в отличие от клубов по регби-15, предлагали своим спортсменам заработок.
В 1909 году, когда австралийское регбилиг всё ещё находилось на этапе становления, был проведён матч между сборными Австралии по регби-13 и регби-15. Победу одержала сборная по регбилиг (29:26), известная под прозвищем «Кенгерус» (англ. Kangaroos), а столь громкая вывеска матча привлекла на трибуны 20 тысяч болельщиков. Последняя тестовая игра «Уоллабис» перед началом Первой мировой войны состоялась в июле 1914 года, австралийцы сыграли с Новой Зеландией. Война сказалась на развитии игры крайне отрицательно, многие спортсмены были призваны в армию. Спортивные чиновники считали безнравственным проведение состязаний в то время, когда тысячи австралийских солдат защищали интересы страны в зарубежных боях. Розыгрыши основных турниров в Новом Южном Уэльсе и Квинсленде были приостановлены, при этом в последнем регулярные соревнования были восстановлены только к 1928 году. Одним из итогов этого решения стал очередной отток игроков в регби-13, состязания по которому по-прежнему проводились.
В двадцатых единственной сборной из Австралии, с которой могли сыграть иностранные регбисты, стала команда Нового Южного Уэльса — «Уаратаз». Все 39 международных матча команды, проведённые в тот период, позже получили статус тестовых. В 1921 году Австралию и Новую Зеландию впервые посетили южноафриканские регбисты. «Уаратаз» трижды сыграли с гостями и во всех трёх случаях оказались слабее южноафриканцев. Одним из самых известных составов «Уаратаз» был собран в 1927 году. Австралийская команда отправилась в турне по Великобритании, Франции и Канаде. Австралийцы того поколения предпочитали открытую, скоростную игру, которая была редкостью для первой четверти века. Регбисты Нового Южного Уэльса провели 31 официальный матч, из которых 24 стали победными и ещё два не выявили лучшего.
Восстановление Регбийного союза Квинсленда в 1928—1929 годах незамедлительно сказалось на уровне выступлений сборной. В том сезоне австралийцы сломили сопротивление новозеландских регбистов во всех трёх матчах — никогда ранее «Уоллабис» не покорялось такое достижение. В 1931 году генерал-губернатор Новой Зеландии лорд Бледислоу пожертвовал регбийным союзам Австралии и Новой Зеландии трофей, который должен был укрепить связи между двумя странами. Приз получил имя мецената и стал регулярно разыгрываться между соперниками. Первым обладателем кубка стали новозеландцы, выигравшие два матча из трёх в сезоне 1932 года. Одним из игроков сборной межвоенного периода стал будущий герой Второй мировой войны Эдвард «Уэри» Данлоп. Он был частью команды, которая впервые завоевала кубок Бледислоу в 1934 году.
В 1933 году австралийцы нанесли ответный визит в Южную Африку. «Уоллабис» сыграли с хозяевами четырежды, но победу одержали только в одном матче. Сборная Австралии прибыла в Англию в 1939 году, но уже не следующий день Великобритания вступила в войну. Турне было отменено, и через две недели «валлаби» вернулись в Австралию.

### Послевоенный период
Послевоенная история австралийской сборной начинается с игры против Новой Зеландии 1946 года. Встреча соперников прошла на территории новозеландцев, в Данидине, и «Олл Блэкс» уверенно выиграли (31:8). Через несколько дней австралийцы уступили сборной маори (0:20), а затем снова проиграли сборной Новой Зеландии (10:14). Осенью и зимой 1947—1948 годов «Уоллабис» встречались с британскими сборными на их территории. В четырёх матчах против всех британских команд австралийцы не пропустили ни одной попытки, хотя и проиграли валлийцам. Затем состоялась игра с французами, в которой зачётная зона гостей всё же была поражена, причём трижды. В том составе австралийцев выделялись такие регбисты, как Тревор Аллан, Сирил Бёрк и Николас Шиэйди.
После прибытия на родной континент «Уоллабис» приняли обыгравшую их недавно сборную маори. Обе команды одержали по одной победе, ещё одна игра завершилась вничью. В сентябре Австралия дважды сыграла с «Олл Блэкс» в Новой Зеландии, одержав победу в двух матчах и впервые завоевав кубок Бледислоу на новозеландской земле. С другой стороны, в то же время новозеландцы проводили турне в Южной Африке, поэтому не могли предложить австралийцам и южноафриканцам одинаково сильные составы. Ввиду действовавшего в африканском государстве режима апартеида новозеландцы были вынуждены оставить дома регбистов-аборигенов. Именно они вместе с белыми резервистами «Олл Блэкс» принимали австралийцев. В следующем году Зелёный континент посетила объединённая британская команда, которая два раза превзошла австралийцев (19:6 и 24:3). В 1951 году «Уоллабис» безоговорочно уступили в домашней серии новозеландцам (0:8, 11:17 и 6:16). Ещё через год австралийцы обменялись победами с приехавшей сборной Фиджи, а затем аналогичный результат (1:1 по матчам) был достигнут в рамках небольшого новозеландского тура.
Вторая поездка австралийцев в Южную Африку состоялась в 1953 году. Команда проиграла серию матчей, но в одном из матчей всё же добилась успеха. После победы со счётом 18:14 местные болельщики стоя аплодировали гостям, а капитан сборной Джон Соломон покинул поле не плечах двух игроков «Спрингбокс». Это поражение стало для южноафриканцев первым за пятнадцать лет. В 1957—1958 годах австралийцы снова нанесли визит европейским командам. Проиграв всем британским сборным, а затем уступив французам без единого набранного очка, «Уоллабис» продемонстрировали уникальный результат для команд из Южного полушария.

### 1960-е
Новое десятилетие было открыто двумя победами и ничьей в играх с Фиджи. В августе того же 1961 года австралийские регбисты попытались взять реванш у южноафриканцев. Тем не менее, ещё две игры в Порт-Элизабет и Йоханнесбурге снова завершились триумфом принимающей стороны. Затем последовало домашнее поражение от французов (8:15), которые в том году посетили Австралазию.
В 62-м «Уоллабис» пять раз сыграли с «Олл Блэкс», и лишь в одном матче смогли добиться ничьей. Полоса неудач была прервана в следующем сезоне: сначала Австралия выиграла в поединке с прибывшими англичанами (18:9), а спустя несколько месяцев разошлась миром в серии с Южной Африкой (2:2). «Уоллабис» удалось выиграть два матча подряд, что не удавалось ни одному из соперников «Спрингбокс» с 1896 года. Активность сборной в середине шестидесятых снизилась. В 1964 году годовой план сборной включал всего три встречи с главными оппонентами, новозеландцами. В который раз жёлто-зелёные проиграли «Олл Блэкс», однако одна победа всё же досталась австралийцам. Через год теперь уже принимавшие южноафриканцев «валлаби» нанесли им двойное поражение (18:11 и 12:8). Никогда прежде австралийцы не обыгрывали этого соперника в серии.
Британцы приехали в Австралию в 1966 году, и если матч в Сиднее прошёл при упорной борьбе (11:8 в пользу Великобритании), то брисбенский поединок завершился весьма оскорбительной победой британских спортсменов (31:0). Примечательно, что через некоторое время гости приехали в Новую Зеландию, где были разбиты киви во всех четырёх матчах. Зимой Австралия играла с европейскими командами по отдельности, и смогла превзойти Уэльс и Англию. В августе следующего года команда проиграла новозеландцам с разницей в двадцать очков. Через год сборные провели ещё две встречи, которые завершились таким же образом, однако разница в уровне противников была менее разительной. Последнюю победу десятилетия болельщики сборной увидели в 1968 году, когда Австралия взяла верх над французами с минимальным перевесом (11:10).

### 1970-е
Визит шотландской команды 1970 года в Австралию предполагал только один тестовый матч, который «Уоллабис» легко выиграли (23:3). В новом году страну посетили регбисты Южной Африки, которая продолжала проводить политику апартеида. Жители Зелёного континента восприняли приезд «Спрингбокс» как возможность выразить свою позицию в отношении дискриминационной кампании. По всей стране проводились акции протеста, а в преддверии одного из матчей власти были вынуждены объявить режим чрезвычайного положения на территории Квинсленда. Само же турне завершилось убедительной победой гостей. Не выявила победителя ноябрьская серия матчей «валлаби» во Франции. Ответный тур французская команда провела в 1972 году — в одном из матчей была зафиксирована ничья, а в другом «петухи» добились победы с минимально возможным преимуществом. В том сезоне Австралия выиграла только в одном матче. 19 сентября «Уоллабис» переиграли Фиджи в Суве (19:21), а до этого провалили серию матчей против Новой Зеландии.
В 1973 году австралийцам бросили вызов регбисты Тонга. Две встречи представителей Океании обнаружили паритет соперников. Осеннее турне в Британию по уже сложившейся тенденции не принесло команде значительных завоеваний. Сыграв с Уэльсом (0:24) и Англией (3:20), регбисты Австралии не занесли ни одной попытки. Через полгода Тасманово море пересекли новозеландцы, которые нанесли «Уоллабис» два поражения.
Сезон 1975 года примечателен двумя домашними победами над Англией и первыми встречами австралийцев с командой Японии, которые завершились убедительными победами. Два месяца на рубеже 1975 и 1976 годов жёлто-зелёные провели в Северном полушарии. В матчах с Шотландией, Уэльсом и Англией гости не создали ни одной попытки, но противостояния с Ирландией и США оказались более результативными. Летом регбисты трижды обыграли Фиджи, а к концу года вновь направились в Европу. Оба матча с французами лишь ухудшили статистику австралийцев, в следующем же сезоне команда не играла вовсе.
Австралийское турне валлийцев в 1978 году позволило представителям страны кенгуру взять реванш за недавний проигрыш на территории британцев. Позже «Уоллабис» провели три тестовых матча в Новой Зеландии, один из которых смогли выиграть, а в другом отпустили «Олл Блэкс» вперёд только на одно очко. Успех в последней игре был достигнут во многом благодаря усилиям Грега Корнелсена, занёсшего четыре попытки. В 79-м с Австралией поквитались ирландцы, несколько лет назад уступившие им дома. Вскоре после этого сборная провела единственную встречу с новозеландцами, по итогам которой впервые с 1949 года завоевала кубок Бледислоу. Последним значимым событием семидесятых стала спаренная тестовая игра с Аргентиной, в рамках которой оба коллектива одержали по одной победе.

### 1980-е
По итогам сезона—1980 кубок Бледислоу достался австралийцам. За несколько десятилетий проведения состязаний этот трофей отправился на континент лишь в четвёртый раз. Этот триумф обозначает начало эпохи успеха австралийских регбистов. В 1984 году молодой состав сборной под руководством нового тренера Алана Джонса провёл турне в Великобритании и Ирландии. По итогам тура австралийцы получили Большой шлем, присуждаемый победителю всех четырёх команд Британских островов. «Уоллабис» 1984 года стали одной из сильнейших австралийских команд в истории. Сборная установила несколько рекордов, в частности, во всех матчах турне попытки заносил Марк Элла.

## Игроки

### Текущий состав
Обновление: 13 сентября 2020 года.
| Форварды             | Форварды         | Бэксы              | Бэксы            |
| -------------------- | ---------------- | ------------------ | ---------------- |
| Джермейн Эйнсли      | Melbourne Rebels | Том Бэнкс          | ACT Brumbies     |
| Аллан Алаалатоа      | ACT Brumbies     | Филипо Даунгуну    | Queensland Reds  |
| Пони Фа'амусили      | Melbourne Rebels | Джейк Гордон       | NSW Waratahs     |
| Фолау Фаинга'а       | ACT Brumbies     | Вилл Харрисон      | NSW Waratahs     |
| Нед Хэниган          | NSW Waratahs     | Дэйн Хэйлетт-Петти | Melbourne Rebels |
| Майкл Хупер          | NSW Waratahs     | Рис Ходж           | Melbourne Rebels |
| Том Хортон           | NSW Waratahs     | Лен Икитау         | Queensland Reds  |
| Трэвор Хозэа         | Melbourne Rebels | Марика Коройбети   | Melbourne Rebels |
| Харри Джонсон-Холмс  | NSW Waratahs     | Ноа Лолесио        | ACT Brumbies     |
| Фрэйзер МакРа        | Queensland Reds  | Джек Мэддокс       | NSW Waratahs     |
| Брэндон Паинга-Амоса | Queensland Reds  | Тэйт Макдэрмот     | Queensland Reds  |
| Мэтт Филип           | Melbourne Rebels | Джэймс О'Коннор    | Queensland Reds  |
| Лукан Салакаи-Лото   | Queensland Reds  | Хантэр Паисами     | Queensland Reds  |
| Пит Саму             | ACT Brumbies     | Джорждан Питайя    | Queensland Reds  |
| Роб Симмонс          | NSW Waratahs     | Джо Пауэл          | ACT Brumbies     |
| Скотт Сио            | ACT Brumbies     | Джэймс Рэмм        | NSW Waratahs     |
| Джэймс Слиппер       | ACT Brumbies     | Ирая Симони        | ACT Brumbies     |
| Лаки Свинтон         | Queensland Reds  | Мэтт Та'муа        | Melbourne Rebels |
| Таниэла Топуа        | Queensland Reds  | Ник Вайт           | ACT Brumbies     |
| Джордан Уилиси       | Melbourne Rebel  | Том Райт           | ACT Brumbies     |
| Роб Валетини         | ACT Brumbies     |                    |                  |
| Харри Вилсон         | Queensland Reds  |                    |                  |
| Лиам Райт            | Queensland Reds  |                    |                  |

### Индивидуальные рекорды

#### Наибольшее число игр за сборную
| #   | Спортсмен         | Годы выступлений | Игр за сборную | Попыток | Очков |
| --- | ----------------- | ---------------- | -------------- | ------- | ----- |
| 1.  | Джордж Григан     | 1994-2007        | 139            | 18      | 99    |
| 2.  | Стивен Мур        | 2005-2017        | 129            | 8       | 40    |
| 3.  | Адам Эшли-Купер   | 2005-2016        | 121            | 39      | 195   |
| 4.  | Нэйтан Шарп       | 2002-2012        | 116            | 8       | 40    |
| 5.  | Джордж Смит       | 2000-2013        | 111            | 9       | 45    |
| 6.  | Вилл Гения        | 2009-2019        | 110            | 20      | 90    |
| 6.  | Секопе Кепу       | 2008-2019        | 110            | 4       | 20    |
| 7.  | Мэтт Жито         | 2002-2016        | 103            | 30      | 698   |
| 8.  | Стивен Ларкем     | 1996-2007        | 102            | 25      | 135   |
| 9.  | Дэвид Кампизи     | 1982-1996        | 101            | 64      | 315   |
| 10. | Роб Симмонс       | 2010-            | 100            | 3       | 15    |
| 11. | Майкл Хупер       | 2012-            | 99             | 19      | 95    |
| 12. | Джеймс Слиппер    | 2010-            | 96             | 1       | 5     |
| 13. | Кёртли Билл       | 2009-2019        | 92             | 19      | 156   |
| 14. | Татафу Полота-Нау | 2005-2019        | 90             | 5       | 25    |
| 15. | Джон Илз          | 1991-2001        | 86             | 2       | 173   |
| 16. | Джо Рофф          | 1995-2004        | 86             | 30      | 244   |

Последнее обновление: 19 октября 2019 года. Здесь и далее в статистику включены только матчи, официально учтённые регбийным союзом.

#### Наибольшее количество попыток
| #   | Спортсмен        | Годы выступлений | Попыток | Игр за сборную | Попыток в среднем за игру |
| --- | ---------------- | ---------------- | ------- | -------------- | ------------------------- |
| 1.  | Дэвид Кэмпизи    | 1982-1996        | 64      | 101            | 0.63                      |
| 2.  | Крис Лэтем       | 1998-2007        | 40      | 78             | 0.51                      |
| 3.  | Адам Эшли-Купер  | 2005-2019        | 39      | 121            | 0.32                      |
| 4.  | Израэль Фолау    | 2013-2018        | 37      | 73             | 0.51                      |
| 5.  | Дрю Митчелл      | 2005-2016        | 34      | 71             | 0.48                      |
| 6.  | Мэтт Жито        | 2002-2016        | 30      | 103            | 0.29                      |
| 7.  | Тим Хоран        | 1989-2000        | 30      | 80             | 0.38                      |
| 8.  | Джо Рофф         | 1995-2004        | 30      | 86             | 0.35                      |
| 9.  | Лоте Тукири      | 2003-2008        | 30      | 67             | 0.45                      |
| 10  | Мэтт Бёрк        | 1993-2004        | 29      | 81             | 0.36                      |
| 11. | Стерлинг Мортлок | 2000-2009        | 29      | 80             | 0.36                      |

Последнее обновление: 19 октября 2019 года..

## Комментарии
1. ↑  Команда официально именовалась «сборной Австралии», хотя была укомплектована по большей части регбистами Нового Южного Уэльса. Лишь шесть игроков представляли Квинсленд — см. источник Архивная копия от 24 декабря 2013 на Wayback Machine.
2. ↑  C 2012 число участников турнира изменилось: если раньше в нём участвовали лишь Австралия, Новая Зеландия и ЮАР, то теперь к числу участвующих сборных присоединилась Аргентина. Ранее чемпионат носил название Кубок трёх наций (англ. Tri Nations).
3. ↑  Сборная выступила под флагом Австралазии, объединённой команды Австралии и Новой Зеландии